# De Tijd (Oostendorp)
De Tijd is een korenmolen in Oostendorp in de gemeente Elburg in de Nederlandse provincie Gelderland. Het is een houten achtkante stellingmolen op gemetselde voet.
De molen werd in 1854 gebouwd, ter vervanging van een in 1853 afgebrande molen. De molen is tot in de Tweede Wereldoorlog in bedrijf geweest; daarna werd uitsluitend nog met een elektrische hamermolen gemalen. In 1964 werd een sloopvergunning aangevraagd, maar het liep anders: in 1966 is de Tijd gerestaureerd. Na enkele jaren kwam hij echter weer stil te staan. Een tweede restauratie volgde in 1984. Op 6 juli 1990 werd het tweede koppel in gebruik genomen voor het malen van consumptiegraan. Het andere koppel wordt gebruikt voor het malen van veevoeder.
De gelaste roeden van de fabrikant Buurma uit 1984 hebben een lengte van 22,80 meter en zijn voorzien van fokwieken met kleppen. In 1996 heeft de molen remkleppen gekregen. De binnenroede heeft nummer 144 en de buitenroede nummer 145.
De 4,80 meter lange, gietijzeren bovenas met nummer 1337 stamt uit 1888 en is gegoten door de ijzergieterij De Prins van Oranje.
De molen wordt gevangen (geremd) met een vlaamse vang, die bediend wordt met een wipstok.
De inrichting bestaat uit twee koppels 17der kunststenen en diverse andere apparatuur. De molen wordt regelmatig door vrijwillige molenaars in bedrijf gesteld.

## Overbrengingen
- Het bovenwiel heeft 60 kammen met een steek van 11,5 cm.
- De bonkelaar heeft 34 kammen.
- Het spoorwiel heeft 84 kammen met een steek van 9,0 cm.
- De twee steenschijflopen hebben 29 staven.
- De overbrengingsverhouding is 1:5,2.